# Erika McEntarfer
 (août 2025).
Erika Lee McEntarfer (née en janvier 1973) est une économiste du travail américaine, commissaire à la statistique du Travail de 2024 à 2025.
McEntarfer est titulaire d'une licence en sciences sociales obtenue au Bard College et d'un doctorat en économie obtenu à Virginia Tech. Elle travaille au Bureau de la politique fiscale du Département du Trésor des États-Unis avant de devenir économiste au Centre d'études économiques du Bureau du recensement. Sous l'administration Biden, McEntarfer est économiste principale au Conseil des conseillers économiques.
En juillet 2023, le président Joe Biden nomme McEntarfer au poste de commissaire à la statistique du travail au Bureau de la statistique du travail. Sa nomination est confirmée par le Sénat en janvier 2024. Le 1er août 2025, le président Donald Trump licencie McEntarfer de son poste de commissaire, quelques heures après la publication d'un rapport sur les résultats peu encourageants du Bureau.

## Jeunesse et éducation
McEntarfer est née en janvier 1973. Elle est diplômée du Bard College avec une licence en sciences sociales et de Virginia Tech avec un doctorat en économie.

## Carrière

### Premiers travaux au sein du gouvernement fédéral
De 2002 à 2008, McEntarfer travaille comme économiste au programme de dynamique longitudinale employeurs-ménages du Bureau du recensement ; de 2018 à 2019, elle est responsable de la recherche pour le programme,. À partir de 2010, elle est économiste principale des marchés du travail au Centre d'études économiques du Bureau du recensement, Pendant les périodes où elle est absente du Bureau du recensement, McEntarfer fait partie du personnel économique du Bureau de la politique fiscale du département du Trésor de 2008 à 2010, et immédiatement avant sa nomination au BLS, fait partie du personnel non politique du Conseil des conseillers économiques de la Maison Blanche pendant un an,,.

### Commissaire à la statistique du travail (2024-2025)
En juillet 2023, le président Joe Biden nomme McEntarfer au poste de commissaire à la statistique du travail au Bureau de la statistique du travail (BLT). Sa nomination est confirmée par la commission sénatoriale sur la santé, l'éducation, le travail et les retraites en octobre et par le Sénat en janvier 2024 par 86 voix contre 8. En tant que commissaire, McEntarfer essaye de réduire de 5000 ménages la taille de l'échantillon de l'enquête auprès des ménages dans le rapport mensuel sur l'emploi en raison de contraintes budgétaires. Après que le département du Travail ait déterminé que le BST n'était « pas suffisamment concentré » sur son processus de diffusion d'informations économiques sensibles, elle dirige la réponse du Bureau pour suivre la recommandation du département. En août 2024, le Bureau révise à la baisse la croissance de l'emploi déclarée d'avril 2023 à mars 2024 de 818 000 emplois, la plus importante révision de ce type depuis 2009.
Le 1er août 2025, le président Donald Trump annonce qu'il a ordonné à son équipe de licencier McEntarfer, quelques heures après la publication du rapport sur l'emploi du Bureau pour le mois de juillet, qui comprenait une révision à la baisse substantielle des créations d'emplois rapportées par rapport aux deux mois précédents et une création d'emplois plus faible que prévu pour juillet. Trump, sans preuve selon le Financial Times, accuse McEntarfer d'incompétence et d'avoir une arrière-pensée en modifiant les chiffres de l'emploi pour le discréditer, lui et les républicains, et, en 2024, pour aider Kamala Harris à l'élection présidentielle, Elle reçoit un avis de son licenciement quelques heures plus tard. Le licenciement suscite de nombreuses critiques de la part d'économistes anciens et actuels,,, notamment le prédécesseur de McEntarfer au poste de commissaire du BST, l'ancien économiste de la fondation Heritage William Beach, qui qualifie le licenciement de « totalement sans fondement ». Jed Kolko, chercheur principal au Peterson Institute for International Economics, déclare que ce licenciement constitue une « atteinte intentionnelle de premier ordre à l'intégrité des données économiques américaines et à l'ensemble du système statistique ». Dans un éditorial, The Wall Street Journal note que « le déni de données de M. Trump est une raison supplémentaire pour laquelle moins d'Américains feront confiance au gouvernement ».
Le commissaire adjoint du Bureau, William Wiatrowski, est nommé successeur par intérim de McEntarfer.